# Чізумулу
Чізумулу (англ. Chizumulu) — менший із двох населених островів на озері Ньяса, розташований за декілька кілометрів на північний захід від іншого, більшого острова Лікоми. Обидва острови розташовані біля східного узбережжя всередині мозамбіцького сектору озера і зусібіч оточуються мозамбіцькими територіальними водами, але належать до Малаві; таким чином, острови є малавійським ексклавом. Такий політичний розподіл пояснюється тим, що першими на острови із заходу з Ньясаленду (Малаві) прийшли англіканські місіонери, а не португальці, які колонізували Мозамбік.
Дістатися острова можна пароплавом із порту Нката-Бей на малавійському березі, звідки здійснюються регулярні рейси до Лікоми та Чізумулу. Острови не мають жодної гавані, тому судна стають на якір неподалік від берега, а вантаж і пасажири доставляються на берег човнами. Малі судна та човни дхоу ходять до острова Лікома і до Кобве на мозамбіцькому березі.
Населення острова становить 4000 осіб. Основним видом економічної активності є рибальство. Сільське господарство дуже обмежене; хоча тут вирощується невелика кількість кассави і кукурудзи, більшість харчових продуктів до острова завозяться. На острові немає електрики, автомобілів і автодоріг, але вздовж усього узбережжя прокладена широка пішохідна стежка. Цією стежкою можна пішки обійти острів за три години.
Острів складається з двох великих пагорбів і ділянки рівної місцевості на півночі. Плантації кассави займають майже всю нижню частину схилів; верхівки пагорбів вкриті лісом. На острові росте велика кількість баобабів.